# Елария Санд
Елария Санд е измислен герой от поредицата „Песен за огън и лед“ от фантастичните романи на американския писател Джордж Р. Р. Мартин и неговата телевизионна адаптация „Игра на тронове“.
Елария се появява за първи път във „Вихър от мечове“ (2000) Тя е любимата на Оберин Мартел и майка на няколко от неговите дъщери, Пясъчните змии. След смъртта на любовника си в дуел с Грегор Клегейн, тя изпада в дълбок траур. В романите тя иска мир, търсейки край на цикъла от отмъщения. В телевизионната адаптация обаче тя е представена като безмилостна и отмъстителна, готова на всичко, за да унищожи домът Ланистър.
Героят е изигран от Индира Варма в сериала на HBO Игра на тронове

## Описание
Елария Пясък е извънбрачно дете на Хармен Юлър, ръководител на домът Юлър и лорд на Хелхолт в Дорн. Възгледите и обичаите на Дорн към извънбрачните деца се различават от тези на останалата част от Вестерос, където те често са дискриминирани. Тя е любовница на Оберин Мартел тъй като той не може да се ожени за нея. Тя и Оберин имат четири дъщери.
В романите Елария Санд е предимно фонов персонаж. Тя няма гледна точка в романите, така че нейните действия са свидетелни и тълкувани през очите на други хора, като Тирион Ланистър.

## Сюжетни линии

### Вихър от мечове
Елария и Оберин пристигат в Кралски чертог. Оберин иска да отмъсти за смъртта на сестра си, очевидно извършена по заповед на Тивин Ланистър, по време на бунта на крал Робърт. По-късно, когато Тирион е осъден за отравяне на Джофри Баратеон, Оберин решава да се бие на негова страна в дуел срещу Грегор Клегейн, който изнасилил и убил сестра му, Елия Мартел. Оберин ранява Грегор с отровено копие, но по късно по време на дуела е убит от Грегор. След това Елария се връща в Дорн.

### Танц с дракони
Грегор Клегейн умира от отровата, след като прекарва няколко дни в агония. Черепът му е изпратен в Дорн, където братът на Оберин, Доран Мартел, го вижда. Въпреки смъртта на Грегор и Тивин, дъщерите на Оберин, искат да отмъстят. Елария не е съгласна с тях и се опитва да ги разубеди като им напомня, че Оберин е умрял, опитвайки се да отмъсти за смъртта на сестра си и се притеснява, че и те ще умрат, ако потърсят отмъщение.

## ТВ адаптация
Елария Санд е изиграна от британската актриса Индира Варма в сериана на HBO Игра на тронове.

### Сезон 4
Сюжетната линия на Елария Санд през този сезон е почти идентична с тази в книгата Вихър от мечове.

### Сезон 5
Елария се опитва да убеди Доран Мартел, да отмъсти за смъртта на брат си. Доран обаче отказва, тъй като смъртта на Оберин е по време на дуел и следователно това е законно. Елария скоро научава, че Джайм Ланистър пътува към Дорн, планирайки да спаси дъщеря си Мирцела, сгодена за сина на Доран, Тристан. Когато Джайм и Брон пристигат са нападнати от Пясъчните змии, но схватката приключва с арестуването на петимата от охраната на Мартел. Доран и Джайм сключват споразумение, Тристан да се ожени за Мирцела, но да живеят в Кралски чертог и Тристан ще получи място в Малкия съвет. Доран заплашва Елария че ще отнеме живота ѝ ако някога му се противопостави. Елария целува Мирцела за сбогом носейки червило, покрито с бавнодействаща отрова, която убива Мирцела на кораба пътуващ към Кралски чертог.

### Сезон 6
Доран Мартел разбира, че Мирцела е убита, Елария убива Доран докато Нимерия и Обара се промъкват на кораба който пътува към Кралски чертог и убиват Тристан. Това прави Елария единствения законен владетел на Дорн. Малко по-късно Елария се среща с Олена Тирел, чийто син и внуци са убити от Церсей, настоящата кралица на Седемте кралства. След това Елария разкрива, че се е съюзила с Денерис Таргариан след като е чула, че Яра и Теон Грейджой са направили същото. По-късно кораби на домовете Тирел и Мартел се присъединяват към флота на Денерис насочващ се към вестерос.

### Сезон 7
Елария и Пясъчните змии пристигат в Драконов камък, за да обсъдят завладяването на Вестерос с Денерис. Яра и Теон Грейджой връщат Елария и Пясъчните змии в Дорн, за да могат да съберат армията си. По пътя са нападнати от Еурон Грейджой, който унищожава флотата на Яра. Той убива Обара и Нимерия и отвежда Елария и Тайен в Кралкси чертог като подарък за Церсей.
В подземията Церсей си припомня смъртта на Оберин Мартел и обяснява колко много е обичала Мирцела. След това тя целува Тайен, използвайки същата отрова, която Елария използва за убийството на Мирцела. Тя казва на Елария, че ще бъде свидетел на това как Тайен умира а тя ще бъде оставена жива за да гледа как тялото на дъщеря и изгнива.